# Gabriel de Foigny
Gabriel de Foigny (* 1630; † 1692) war ein französischer Sprachlehrer und utopischer Schriftsteller.

## Leben
Gabriel de Foigny stammte möglicherweise aus dem Weiler Foigny in der Thiérache. Er trat dem Kapuzinerorden bei, musste diesen aber wegen „skandalösen Betragens“ verlassen und floh in der Folge nach Genf, wo er 1666 zum Calvinismus konvertierte. Nachdem er unter Verdacht geriet, gespielt und Dienstmädchen verführt zu haben, wurde er am 1. Oktober 1666 zum Verlassen der Stadt aufgefordert und zog nach Lausanne, wo er Léa La Maison heiratete. Im März 1669 wurde er Magister am Collège de Morges. Nachdem er betrunken einen Gottesdienst gehalten hatte, in dessen Zuge er sich vor dem Altar übergeben musste, verlor er 1671 seine Anstellung und zog, nachdem sich seine Freunde für ihn eingesetzt hatten, zurück nach Genf. Er publizierte dort drei Bücher zum Latein- und Französischunterricht, wobei das Latein auf Französisch erklärt wird und das Französische auf Latein. Für das Lateinlernen erfand er eine spielerische Methode, die dem Kartenspiel verwandt ist. Seine Lehrwerke basieren auf zahlreichen Grammatikern des 16. und 17. Jahrhunderts und enthalten eine reiche Sammlung lexikalischen, oft idiomatischen, Materials, das er für fehlerhaft erklärt, nach der später üblichen Methode „Ne dites pas. Dites“.
Aufsehen erregte er 1676 mit dem utopischen Roman La Terre Australe connue (später unter dem Titel: Les Aventures de Jacques Sadeur), der auch ins Deutsche übersetzt wurde. Die Utopieforschung der jüngsten Zeit sieht darin eine „posthistorische“ Utopie, das heißt die Utopie des befriedeten Lebens nach dem Ende der Geschichte. Bemerkenswert ist, dass seine utopischen Menschen 
Hermaphroditen sind, womit er Anstoß erregte. Foigny leugnete zuerst die Autorenschaft, wurde inhaftiert und gab dann doch zu, das Werk verfasst zu haben. Nachdem er ein Dienstmädchen verführt hatte, kam er 1684 erneut ins Gefängnis. In der Folge verließ er mit seinen vier Kindern und dem Dienstmädchen, Jeanne Berlie, die Schweiz wieder, konvertierte erneut zum Katholizismus und starb in einem Kloster in Savoyen.

## Werke

### Utopischer Roman
- La Terre Australe connue. 1676. Hrsg. Pierre Ronzeaud. Société des Textes Français Modernes, Paris 1990.
  - (deutsch) Sehr curiöse Reise-Beschreibung durch das neu-entdeckte Südland, in welcher die Sitten und Gewohnheiten dieser Völcker, ihre Religion, Studia, Arten Krieg zu führen, sonderbare und nie erhörte Thiere, so in diesem Lande angetroffen werden, samt allen, was sonst merckwürdig beschrieben. Winckler, Dresden 1704. Bleymehl, Fürth im Ostertal 1964.
  - (andere Ausgabe) Trois récits utopiques classiques. Hrsg. Jean-Michel Racault. Saint-Denis (La Réunion) 2020.

### Sprachlehre
- L’Usage du jeu royal de la langue latine... de plus un abbrégé de toutes les phrases françoises plus difficiles à rendre en latin, enfin un petit traitté des poésies latine et françoise. Vve de B. Coral, Lyon 1674.
- Jeu royal de la langue latine avec la facilité & l’élégance des langues latine & françoise. Veuve Coral et Th. Amaulry, Lyon 1676.
- Facilitas lingua Gallicae. Genf 1677.

### Handbuchliteratur
- Winfried Engler: Lexikon der französischen Literatur. Komet, Stuttgart 1994, S. 399.
- Jürgen von Stackelberg: Kleines Lexikon vergessener Autoren des 17. Jahrhunderts (Frankreich), Bonn 2014, S. 53f.